# Nahuja
Nahuja (Naüja en catalán) es una localidad y comuna francesa, situada en el departamento de Pirineos Orientales en la región de Languedoc-Rosellón y comarca de la Alta Cerdaña. 
A sus habitantes se les conoce por el gentilicio de nahujans en francés y naügenc, naügenca en catalán.

## Demografía
| 32 | 48 | 37 | 45 | 43 | 63 |
| Para los censos de 1962 a 1999 la población legal corresponde a la población sin duplicidades (Fuente: INSEE [Consultar]) |    |    |    |    |    |